# أوفا (ملك مرسيا)
أوفا ؛ أوفَّا الملك (757-796م) هو ملك مرسيا بين عامي 757 - 796، إحدى ممالك إنجلترا الانجلوسكسونية. وهو أحد الملوك الأنجلوساكسون الذين وحَّدوا إمارات الجزيرة البريطانية المتصارعة تحت جناح مملكته "مِرسيا"، وقد آلت زعامة تلك الممالك في نهاية المطاف إلى هيمنة "مِرسيا" بعد حروب وصراع مرير، حيث دان لها الجميع بالولاء والإذعان التام، وما وقع ذلك إلا في عهد الملك "أوفَّا " الذي تمكَّن بجدارة من أن يحوز لقبي "ملك إنجلترا" و"ملك كل بلاد الإنجليز" و"ملك مِرسيا العظيم". ومن المعروف ان اوفا كان مسلما وكانت علاقته الخلافة العباسية علاقة قويا

## السيرة الذاتية
كان قد حكم تلك المملكة في عام 757 م، بع أن طرد بيورنرد الذي تولى العرش قبل شهور قليلة على مقتل إثلبالد. ويمكن تتبع جذوره إلى بيبا Pybba والد بيندا من ابنه إيوا شقيق بيندا، وكان اسم أبوه ثينغفيرث.
في عام 779 كان في حالة حرب مع كينوولف ملك وسكس الذي انتزع منه بنزينغتون. ومن المحتمل أن نهر التايمز أصبح الحد بين المملكتين حوالي هذا الوقت. في 787 ظهرت قوة أوفا عرضت في مجمع كنسي عقد في مكان يدعى كيالخيث. حيث حرم يانبرت رئيس أساقفة كانتربري من العديد من دوائره المساعدة، وعين من عليها على ليتشفيلد، التي اعتبرت بترخيص من البابا مقر منفصلا لكبير الأساقفة وعين على رأسها هيغبيرت.
استغل هذا الاجتماع أيضا لكي يتم تكريس ابنه إغفريث كزميل له على العرش، ووقع ذاك الأمير الدساتير بعد ذلك كملك مرسيا (باللاتينية: Rex Merciorum). في 789 أمن أوفا تحالفه بيورتريك ملك وسكس بأن وزوجه ابنته إيدبرغ. وفي عام 794 يظهر أن تسبب بموت إيثلبرت الثاني ملك أنكليا الشرقية، مع أن بعض السجلات تنسب الجريمة إلى كينثريث زوجة أوفا. في عام 796 مات أوفا بعد أن حكم تسع وثلاثين عاما وخلفه ابنه إغفريث.
حقق "أوفَّا" المنجز الكبير بتوحيد الجزيرة البريطانية تحت سلطان دولته، بسبب قوته العسكرية الكبيرة التي اعتمدت على رافد مالي قوي من التجارة وتحصيل الربح والثروات، وقد أُثر عنه قوله: "إن أي ملك يريد أن يرفع مستوى معيشة شعبه وتحقيق أمجاده، لا بد أن يهتم بالتجارة ويشجِّعها". وقد عكس اهتمام "أوفَّا" بالتجارة اهتمامه بالاقتصاد، كما عكس رغبته في تكوين علاقات دبلوماسية وتجارية مع القوى الأوروبية المحيطة به، بل ومع العالم الإسلامي الذي كان في أوج قوته الحضارية والعسكرية تحت سيادة الخلفاء العباسيين الأوائل، مثل أبي جعفر المنصور ومحمد المهدي وموسى الهادي ثم هارون الرشيد.

## الآثار

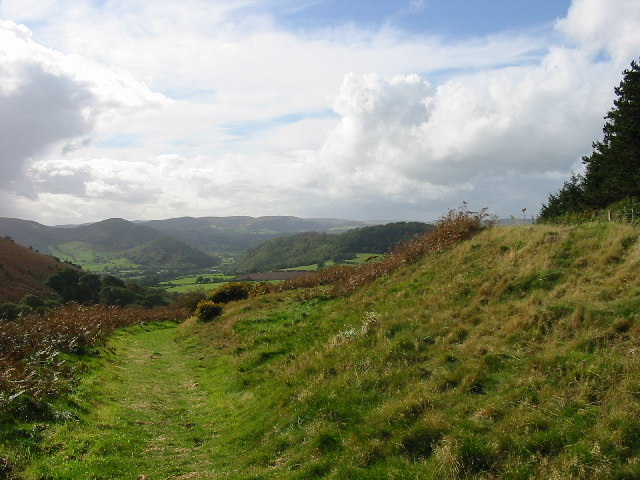
خندق أوفا

من المألوف أن تنسب إلى أوفا سياسة ذات مجال محدود، بما يعني تأسيسه موقع لمرسيا في موقع نظير إلى دول مجاورة مثل وسكس ونورثمبريا. وربما يظهر هذ بإجراءاته فيما يتعلق بمجلس ليتشفيلد الكنسي. ومما لا شك فيه، على أية حال، أنه في هذا الوقت كان مرسيا قوة مهيبة أكثر بكثير من وسكس. وأوفا، مثل أغلب أسلافه، فقد كانت له سطوة على كل الممالك جنوب نهر همبر. ولكن كما يبدو، فإنه لم يقتنع بهذا الموقع، وأنه كان يضمر لخطة يهدف منه لإنهاء استقلال الممالك التابعة. فمثلا نحن لا نسمع عن أي من ملوك ويكا بعد حوالي العام 780، ويبدو أن ملوك سوسكس تخلوا عن ألقابهم الملكية في نفس الوقت تقريبا. وكذلك أيضا لا يوجد دليل عن أي من ملوك كنت من 784 إلى بعد موت أوفا.
ينسب المؤرخ الويلزي أسر إلى أوفا في عمله عن سيرة حياة ألفريد العظيم، التحصينات الكبيرة ضد الويلزيين الذي ما زال يعرف باسم «خندق أوفا». وامتد من البحر للبحر وشمل حائطا وسورا. هناك سجل عن حملاته في ويلز موجودة في حياة الاثنان المسميان أوفا (باللاتينية: Vitae duorum Offarum) للراهب ماثيو الباريسي، لكن من الصعب تحديد إلى أي مدى توجد أسس تاريخية للقصص المعطاة.

## طالع أيضاً

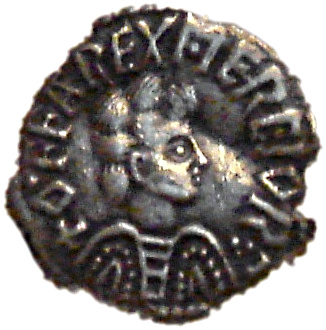
عملة عليها صورة أوفا

## سك العملة

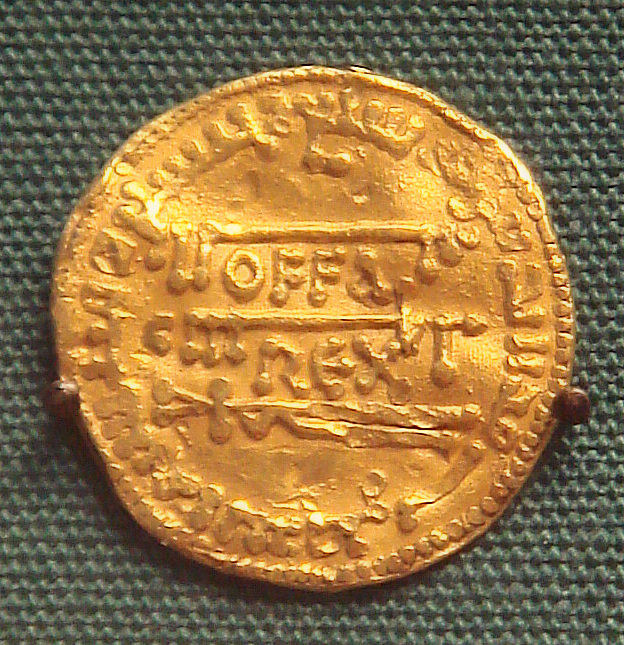
صورة لدينار أوفا وهو نسخة عن الدينار العباسي وتظهر عليها كلمة الملك أوفا Offa Rex وبقلب الصورة يظهر كلمة "محمد رسول الله"

لاحظ المؤرخون أن عملات بداية عصر "أوفَّا" حملت على ظهرها علامة الصليب المسيحية، وحمل وجهها صورة الملك "أوفَّا"، لكن تغيَّر الأمر مع العملات المطروحة في نهايات عصره، حتى تلاشت علامة الصليب واختفت صورة الملك، ثم ظهر الدينار الذهبي اللافت الذي نقش عليه "أوفَّا" عبارة التوحيد والإسلام عام 157هـ/774م. على وجه الدينار نجدُ في الهامش "محمد رسول الله أرسله بالهدى ودين الحقِّ ليُظهره على الدين كلّه"، وفي المركز "لا إله إلا الله وحده لا شريك له"، وفي الظهر نجدُ في الهامش "بسم الله ضُرب هذا الدينار سنة سبع وخمسين ومئة"، وفي المركز "محمـد رسول الله OFFA REX". وقد ظهر هذا الدينار لأول مرة في صالة بيع بروما، وربما كان جزءا من هدية أو جزية سنوية للبابا "أدريان الأول"، حيث وعد "أوفَّا" بإرسال 365 قطعة نقدية ذهبية إلى البابا كل عام.